# 流浪講師
流浪講師、流浪教師，是香港教育界俚語，泛指香港高等教育界中，一些未有全職教職，同時出任香港多間院校兼職教學的大專教育工作者的現象。

## 背景
於香港，近年大學撥款標準與國際大學排名均與研究掛鈎，造成「重研輕教」現象，有些院校為了節省資源，將部分全職講師轉為兼職。有全職講師即使教學表現一直獲得最高級別評分，亦不獲續約。
另外，有時教授因獲得短期專項撥款做研究，申請減少課擔，結果要另請講師任教某些科目。
高教公民成員黃偉國在接受壹週刊訪問時，認為這與大專院校管理層多出身於理科、工程學科，對文科、社會科學認識不多，甚或抱有輕視、歧視、藐視態度有頗大關係。
教協於2018年10-11月進行調查，有兼職教師約57%過去1年曾在多於1間院校任職，有部分兼職教師更任教5至6間院校。

### 待遇
作為兼職人員，流浪講師大多沒有穩定的座位、沒有助教，開學前亦可能沒有圖書館備課。另外，他們改試卷亦可能不被計進工時當中，整體欠缺就業保障。為了解決問題，有部份流浪講師需要回自己母校付費申請校友圖書證、花錢買書以能提早備課。
有部分流浪講師為了維持生計，甚至要尋找大專教育以外的工作。

### 影響
流浪講師的現象，對於有關講師的生計及學生的學習均造成一定影響，但由於政府無法監管或干預院校事務，「流浪講師」的問題未受關注。
流浪講師有時會被逼任教一些不屬自己專長的科目，亦難以短時間理解學生能力，因材施教。有時兼職教員嘗試尋求全職老師或校內行政人員的協助，但亦未能要領。另外，學生難以在課後接觸教師。
大學亦以由學生評定教學質素，流浪講師為了續約保飯碗，不得不取悅學生，甚至要讓不達標的學生合格，令教學質素下降。

## 各界對議題的立場
- 教協認為，有關做法犧牲教學質素。7間大學逾半學術人員為合約教師，當中香港科技大學高達76.6%，教協立法會議員葉建源認為現時大專界合約教師比例不理想。[2]院校應提供更多機會讓教師轉為終身教席，否則將難以吸引優秀人才於本港大專界服務。[8]
- 高教公民一直關注大專界的議題，其中召集人賴卓彬曾就流浪講師多次發表文章，批評大學管理層最近十年依循新管理主義（neo-managerialism）思維，凡事向錢看，將資源集中催谷研究成就，以提升大學國際排名，令大學另一開宗明義的任務——培育學生，恍如次要考慮。[7]
- 香港浸會大學民選校董王凱峰於2018年同校宗教及哲學系爆出續約風波時，批評有關做法剝削講師待遇，影響整體教學質素。[9]
- 工黨：本身曾經是香港理工大學講師的立法會議員張超雄，於2019年3月曾經在立法會動議，會促請教育局及大學教育資助委員會關注及跟進流浪講師薪金及福利不合理的現象。[10]

## 資料來源
1. 1 2 3 4  . 《大學線》. 2019-04-29  [2020-02-05]. （原始内容存档于2020-10-28） （中文（臺灣））.
2. 1 2 3 4 5 6 7  . 明報新聞網 - 即時新聞 instant news.   [2020-02-05]. （原始内容存档于2020-02-05） （中文（繁體））.
3. 1 2 3 4 5 6  黃妍萍. . 香港01. 2018-06-05  [2020-02-05]. （原始内容存档于2020-02-05） （中文（香港））.
4. 1 2 3 4  . 惟工新聞 ｜ WKNews. 2018-08-25  [2020-02-05]. （原始内容存档于2021-01-17） （英语）.
5. ↑  ,   [2020-02-05], （原始内容存档于2020-05-08） （中文（中国大陆））
6. ↑  . 中大學生報 Chinese University Student Press.   [2020-02-05]. （原始内容存档于2021-01-25）.
7. 1 2  . Apple Daily 蘋果日報.   [2020-02-05]. （原始内容存档于2020-05-02）.
8. ↑  . topick.hket.com.   [2020-02-06]. （原始内容存档于2020-05-09）.
9. ↑  . www.singtao.com.au.   [2020-02-05] （英语）.[永久]
10. ↑   (PDF). （原始内容存档 (PDF)于2020年8月25日）.